# Jean-François Hensgens
Jean-François Hensgens est un directeur de la photographie et réalisateur belge.

## Filmographie

### Réalisateur
- 2017 : Tueurs avec François Troukens

### Directeur de la photographie

#### Longs métrages
- 2024 : Un silence de Joachim Lafosse
- 2023 : Normale
- 2023 : Sage-Homme
- 2017 : Tueurs
- 2016 : L'Économie du couple
- 2016 : Des nouvelles de la planète Mars
- 2015 : Les Chevaliers blancs
- 2015 : Antigang
- 2015 : Nous trois ou rien
- 2014 : Viktor
- 2014 : Bouboule
- 2012 : Dark Tide
- 2013 : Pas très normales activités
- 2012 : À perdre la raison
- 2011 : Cat Run
- 2010 : Qui a envie d'être aimé ?
- 2010 : Tête de turc
- 2009 : Banlieue 13 - Ultimatum
- 2008 : Go Fast
- 2006 : Dikkenek
- 2006 : In a dark place
- 2005 : Frères d'exil (Brudermord)

#### Courts métrages
- 2015 : Caïds
- 2015 : Service de nettoyage
- 2013 : Trained
- 2012 : Portraits de maîtresses
- 2010 : Avant les mots
- 2009 : Je ne suis pas raciste mais...
- 2008 : Le Soyeux de la belette
- 2006 : Induction
- 2005 : Jèsu Dolar

## Distinctions

### Nominations
- Prix AFC 2025 de la meilleure photographie pour une série pour Tout pour Agnès (S.1 Ep.2) de Vincent Garenq